# Diócesis de Faisalabad
La diócesis de Faisalabad (en latín: Dioecesis Faisalabaden(sis), en inglés: Roman Catholic Diocese of Faisalabad y en urdu: فیصل آباد میں کیتھولک چرچ‎) es una circunscripción eclesiástica de rito latino de la Iglesia católica en Pakistán, sufragánea de la arquidiócesis de Lahore. Desde el 29 de junio de 2019 su obispo es Joseph Indrias Rehmat.

## Territorio y organización
La diócesis extiende su jurisdicción sobre los fieles católicos de rito latino residentes dentro de la provincia de Punyab en los distritos de Faisalabad, Toba Tek Singh, Jhang, Sahiwal, Pakpattan y Okara.
La sede de la diócesis se encuentra en la ciudad de Faisalabad, en donde se halla la Catedral de San Pedro y San Pablo. 
En 2019 el territorio estaba dividido en 24 parroquias.

## Historia
La diócesis de Lyallpur, antiguo nombre de la ciudad de Faisalabad, fue erigida el 13 de abril de 1960 con la bula Caelestis civitas del papa Juan XXIII, separando territorio de la diócesis de Multán. Originalmente era sufragánea de la arquidiócesis de Karachi.
El 1 de septiembre de 1977 tomó su nombre actual con el decreto Cum propositum de la Congregación para la Evangelización de los Pueblos.
El 23 de abril de 1994 pasó a formar parte de la provincia eclesiástica de la arquidiócesis de Lahore.
La muerte del obispo John Joseph en 1998 provocó disturbios. Según fuentes musulmanas, el obispo se suicidó disparándose en la cabeza tras la condena a muerte (posteriormente suspendida) del cristiano Ayoub Masih por el delito de blasfemia. El obispo Kenneth Lesley, levantando sospechas de que el obispo Joseph fue realmente asesinado, pidió a las autoridades civiles que investigaran.

## Episcopologio
- Francesco Benedetto Cialeo, O.P. † (13 de abril de 1960-8 de septiembre de 1976 retirado)
- Paolo Vieri Andreotti, O.P. † (8 de septiembre de 1976-9 de enero de 1984 renunció)
- John Joseph † (9 de enero de 1984-6 de mayo de 1998 falleció)
- Joseph Coutts (27 de junio de 1998-25 de enero de 2012 nombrado arzobispo de Karachi)
  - Rufin Anthony † (17 de marzo de 2012-3 de julio de 2013) (administrador apostólico)
- Joseph Arshad (3 de julio de 2013-8 de diciembre de 2017 nombrado arzobispo a título personal de Islamabad-Rawalpindi)
- Joseph Indrias Rehmat, desde el 29 de junio de 2019

## Estadísticas
De acuerdo al Anuario Pontificio 2020 la diócesis tenía a fines de 2019 un total de 200 200 fieles bautizados.
| Año                                                                             | Población            | Población  | Población      | Sacerdotes | Sacerdotes    | Sacerdotes    | Bautizados por sacerdote | Diáconos permanentes | Religiosos | Religiosos | Parroquias |
| Año                                                                             | Bautizados católicos | Total      | % de católicos | Total      | Clero secular | Clero regular | Bautizados por sacerdote | Diáconos permanentes | Varones    | Mujeres    | Parroquias |
| ------------------------------------------------------------------------------- | -------------------- | ---------- | -------------- | ---------- | ------------- | ------------- | ------------------------ | -------------------- | ---------- | ---------- | ---------- |
| 1970                                                                            | 64 978               | 5 896 657  | 1.1            | 24         | 7             | 17            | 2707                     |                      | 25         | 86         |            |
| 1980                                                                            | 70 333               | 10 520 000 | 0.7            | 25         | 10            | 15            | 2813                     |                      | 31         | 77         |            |
| 1990                                                                            | 105 948              | 13 025 000 | 0.8            | 32         | 16            | 16            | 3310                     |                      | 42         | 104        | 31         |
| 1999                                                                            | 129 107              | 29 172 189 | 0.4            | 45         | 30            | 15            | 2869                     |                      | 34         | 89         | 21         |
| 2000                                                                            | 130 517              | 29 586 291 | 0.4            | 43         | 30            | 13            | 3035                     | 1                    | 29         | 107        | 19         |
| 2001                                                                            | 134 668              | 29 772 889 | 0.5            | 40         | 28            | 12            | 3366                     | 1                    | 27         | 113        | 19         |
| 2002                                                                            | 130 994              | 30 545 787 | 0.4            | 45         | 32            | 13            | 2910                     | 1                    | 23         | 117        | 19         |
| 2003                                                                            | 132 000              | 31 000     | 0.4            | 43         | 33            | 10            | 3069                     | 1                    | 21         | 118        | 20         |
| 2004                                                                            | 134 200              | 31 450 000 | 0.4            | 35         | 25            | 10            | 3834                     | 1                    | 23         | 101        | 20         |
| 2006                                                                            | 140 102              | 32 861 670 | 0.4            | 39         | 31            | 8             | 3592                     | 1                    | 16         | 107        | 20         |
| 2013                                                                            | 155 000              | 36 956 000 | 0.4            | 48         | 42            | 6             | 3229                     | 1                    | 12         | 118        | 22         |
| 2016                                                                            | 182 662              | 42 359 652 | 0.4            | 41         | 35            | 6             | 4455                     | 1                    | 15         | 117        | 23         |
| 2019                                                                            | 200                  | 44 874 000 | 0.4            | 57         | 46            | 11            | 3512                     | 1                    | 23         | 81         | 24         |
| Fuente: Catholic-Hierarchy, que a su vez toma los datos del Anuario Pontificio. |                      |            |                |            |               |               |                          |                      |            |            |            |